# Bloqueig de Barcelona
|  | Per a altres significats, vegeu «Bloqueig». |

El Bloqueig de Barcelona va ser l'intent de reconquesta de Barcelona, per part de les tropes espanyoles, durant la Guerra del Francès. Les lluites, del setembre al desembre de 1808, es van dirimir a favor els francesos.

## Antecedents
A Madrid els ciutadans es revoltaren contra la presència militar francesa el 2 de maig de 1808 i tres dies més tard, les pressions de Napoleó forçaren Ferran VII d'Espanya a retornar-li la corona al seu pare, que la lliurà a Napoleó, i aquest al seu torn al seu germà Josep Bonaparte el 10 de maig.
La revolta va esclatar a València el 23 de maig i a Lleida el 28 de maig, propiciant la creació de juntes de govern a Igualada, Lleida, Tortosa o Girona. Davant les revoltes, el general Duhesme veu perillar les línies de comunicació amb França doncs Roses, Girona i Hostalric estan ocupades per forces espanyoles, que podien passar d'aliats a enemics, rep ordres de reforçar Saragossa i València i decideix enviar dues columnes de les seves tropes, que no eren veterans de la Grande Armée, la primera a les ordres del general François Xavier de Schwarz en direcció a Saragossa amb ordres de passar per Igualada, Manresa, Cervera i Lleida, i una segona columna comandada per Joseph Chabran en direcció a València passant per Tarragona, Tortosa i Nules. La guarnició espanyola de Barcelona quedà només formada pel 2n batalló de Reales Guardias Valon, que fou desarmat l'11 de novembre de 1808 i els seus membres considerats presoners de guerra.
La primera columna va ser derrotada per soldats regulars i sometents catalans al Bruc, el 6 de juny, mentre que la segona arribà sense contratemps a Tarragona el 7 de juny, primera escala del trajecte, després de travessar el Penedès per la ruta de Vilafranca. Un cop coneguda la desfeta del Bruc, Duhesme ordenà Chabran de tornar cap a Barcelona. Al camí de retorn, la columna francesa fou atacada el 9 de juny per irregulars envalentits per la victòria del Bruc a l'altura de l'Arboç. La reacció dels soldats napoleònics va ser despietada, cremant el poble i matant més de cent persones.
Les tropes espanyoles tenien envoltada la ciutat després de l'ocupació francesa, que estava aïllada de la resta de territoris ocupats, on encara resistia Girona. Després de la fracassada expedició sobre Girona, amb un primer i un segon setge, Guillaume Philibert Duhesme concentrà el seu exèrcit en el Pla de Barcelona, entre les valls dels rius Llobregat i del Besòs i, la Serralada Litoral que domina la ciutat de Barcelona.
El 12 d'octubre de 1808 Napoleó acordà amb el tsar Alexandre I de Rússia el congrés d'Erfurt refermar el tractat de Tilsit, cosa que li permeté reduir el nombre de soldats al front oriental europeu i concentrar els seus efectius militars a la península Ibèrica.

## Ordre de batalla

### Les tropes franceses
L'exèrcit ocupant havia envoltat la ciutat de trinxeres. La divisió del general Joseph Chabran ocupava el nord, Sant Andreu de Palomar, Horta i Gràcia, mentre que la del general Giuseppe Lechi, de les de Sarrià, Sant Pere Màrtir, Sant Feliu de Llobregat, Cornellà de Llobregat i l'Hospitalet de Llobregat.

### Les tropes espanyoles
Les tropes espanyoles a Catalunya, comandades pel capità general Domingo de Traggia, el marquès de Palacio, que havia desembarcat a Tarragona el juliol. Les tropes regulars, sota el comandament del comte de Caldagués es desplegà a la riba dreta del Llobregat i, mentre que els 3.710 miquelets del coronel Francesc Milans del Bosch, vigilaven les posicions franceses pel costat del Besòs, als que s'hi havien d'afegir reforços procedents de les Balears, Granada i Portugal, i per això el marquès de Palacio va aixecar un campament a Sant Boi de Llobregat amb provisions i munició per la tropa.

## Primeres escaramusses

### Batalla de Sant Boi, 2 de setembre
Sabent de l'existència del campament, el general Duhesme decideix atacar-lo el 2 de setembre, a càrrec dels italians i napolitans, sota les ordres del general Milossewitz, travessant el Llobregat pel gual de Sant Joan Despí, tindrien el suport d'atacs de distracció un sobre el pont de Molins de Rei i l'altre, sobre el Prat. Les tres columnes es posen en marxa a la matinada del dia 2, i les tropes italianes derroten les espanyoles i capturen tres canons, vestuari, munició, aliments, i un centenar de presoners, patint molt poques baixes.

### Batalla de Sant Andreu del Palomar 2-7 de setembre
Al mateix temps que els francesos atacaven el Llobregat, els miquelets de Francesc Milans del Bosch entren a Sant Andreu de Palomar, que havia estat evacuat temporalment, però les tropes de reserva els fa replegar-se de nou cap a les zones altes. Vista la retirada dels miquelets, els francesos van decidir atacar el campament de Sant Andreu amb dues columnes, la primera dirigida pel coronel Latour, ataca frontalment mentre la segona columna, del general Devaux, rodejava el campament per la dreta. Les dues columnes van atacar simultàniament, i els miquelets, sorpresos es dispersen fugint en totes direccions, fins que tres dies després es reagrupen en un nou campament a Sant Jeroni de la Murtra.

### Atac al campament de miquelets de Sant Jeroni de la Murtra, 10 d'octubre
Des del monestir de Sant Jeroni de la Murtra (Badalona), els miquelets de Milans del Bosch atacaven les avançades franceses de Sant Andreu i la línia del Besòs, i per això el general Duhesme decideix organitzar un atac de càstig, format per dues columnes sota el comandament de Devaux, la primera comandada per ell amb dos batallons de línia, que el 10 d'octubre creuen el Besòs per Montcada i Reixac, i la segona del coronel Guery, amb dos batallons i dues companyies. Els miquelets fugen en desordre cap a la cartoixa de Montalegre (Tiana), d'on també foren desallotjats, dispersant-se. Foren capturats uns dos-cents presoners, sis canons de muntanya i una gran quantitat de munició, i les baixes són mil homes entre morts i ferits.

### Atac sobre Granollers i Mollet, 11 d'octubre
Amb els èxits dels atacs del dia anterior sobre els miquelets, el general Duhesme decideix atacar les línies d'aprovisionament a Granollers per impedir un nou reagrupament. Quan arriben, els francesos troben que els habitants havien fugit, i s'endugueren pa i van destruir un magatzem de fusells i dos canons de gros calibre. Després de fer una demostració de força sobre els camins de Vic i Girona, es retira el 12 d'octubre a Mollet, on es reuneix amb una columna encarregada de protegir la seva retirada, sota el comandament del general italià Milossewitz, uns 1.800 homes en total, formada per tres batallons i un escamot de Caçadors italians. Milossewitz ordena a Devaux que situí als seus homes a Montcada i Reixac, mentre que ell es dirigeix a Sant Cugat del Vallès.

### Batalla de Sant Cugat
Milossewitz ocupa Sant Cugat del Vallès sense cap resistència, però en sortir del poble es trobà amb forces espanyoles que intentaven tallar la seva retirada, desplegades en ordre de batalla, en total uns 3.150 soldats d'infanteria i 220 hússars manats pel comte Raimon Caldagués, procedents de Molins de Rei. El general italià llença a l'atac el batalló de Vélites, flanquejat per la dreta amb el batalló napolità i els caçadors del Príncep Reial, i per l'esquerra, el batalló italià. Una contra-càrrega dels hússars espanyols talla la dels Caçadors del Príncep Reial mentre els batallons d'ambdues ales franceses es desordenen, però la columna francesa acaba retirant-se fins a Montcada amb grans dificultats, i es reuneix amb les forces de Devaux. Les tropes de Caldagués no els persegueixen i tornen a Molins de Rei. La derrota de Sant Cugat representà per a Duhesme la pèrdua d'uns 300 homes entre morts, ferits i presoners i l'obliga a no allunyar-se de la protecció de les seves defenses.

## Arriben reforços a les tropes espanyoles
A finals d'octubre desembarquen al port de Tarragona la resta de la guarnició de les Balears, el regiment de milícies de Palma i el regiment suís de Betschard, i la divisió del mariscal de camp Gregorio Laguna, formada per les tropes espanyoles alliberades a Lisboa segons establia la Convenció de Sintra. Amb aquestes forces, el marquès de Palacio va preparar un ambiciós pla per alliberar Barcelona, però ha de formar part de la Junta Militar Central i passar el comandament de l'exèrcit al tinent general Joan Miquel de Vives i Feliu
El nou Exèrcit de la dreta del general Vives estava format per 20.535 homes, 19.551 infants, 780 genets i 204 artillers amb 17 peces d'artilleria, i estava dividit en una avantguarda a les ordres de Mariano Álvarez de Castro de 5.500 infants i 100 genets, que operaria a l'Empordà, mentre que el gruix de l'exèrcit el formaven 4 divisions, a les ordres del comte de Caldagués, Gregorio Laguna, Gaspar Gómez de la Serna i Francesc Milans del Bosch, i una reserva de 770 infants, 80 genets i 50 artillers a disposició del comandant en cap o dels majors generals d'infanteria Jaime García Conde i el de cavalleria, Carlos de Witte. S'esperava la incorporació d'una cinquena divisió sota el comandament de Luis Rebolledo de Palafox y Melci, el marquès de Lazán i d'una sisena de Granada a les ordres de Teodoro Reding.

### L'atac a Barcelona
Sabent de la possible arribada de la columna de socors que per aquells moments es preparava a Perpinyà, sota el comandament del general Laurent Gouvion Saint-Cyr, les decisions espanyoles van haver de prendre's sense esperar l'arribada de les divisions del marquès de Lazán i de Teodoro Reding. Per aturar a Saint-Cyr només es comptava amb els 6.000 homes repartits entre la fortalesa de Roses i la línia del Fluvià, l'avantguarda de Mariano Álvarez de Castro. L'opció escollida fou reunir la màxima força per aturar la columna de socors i deixar que Barcelona es rendís per fam. El 6 de novembre, el general Vives mou el seu quarter general de Vilafranca del Penedès a Martorell.
El mateix 6 de novembre es reuneix el consell de guerra i Vives exposa el seu pla per expulsar els francesos de Barcelona, que consisteix en un atac el dia 8 en cinc columnes: la de Milans del Bosch, que sortiria de Sant Jeroni de la Murtra, i la del general Gregorio Laguna, que sortiria d'Horta, es reunirien enfront del fort Pius, on demanarien la rendició a Duhesme; la tercera columna, sota el comandament del coronel Gaspar Gómez de la Serna, avançaria des de Sant Cugat per eliminar els francesos de Gràcia i Sarrià, fins a la Torre de la Virreina; la quarta columna amb el comte de Caldagués, atacaria el fort i la bateria de Rosás i ocuparia Sants; i la columna de reserva del general Carlos de Witte, creuaria el Llobregat per Cornellà i tallaria la retirada a les forces que Caldagués empenyés del Pla de Barcelona.
Entre les cinc columnes no sumaven més que 12.000 homes, insuficients per conquistar per la força les fortificacions de Barcelona, i la coordinació en la marxa de les columnes, de punts de sortida tan allunyats, no va ser possible.
El 8 de novembre, l'atac es posà en marxa, avançant pel pla de Barcelona. La primera columna a entrar en acció fou la de Caldagués que empeny als francesos cap a la Creu Coberta, a prop del portal de Sant Antoni, però la columna del general de Witte, que havia d'ajudar tallant la retirada de francesa no arriba a temps perquè els va costar travessar el pont de carros de Sant Boi de Llobregat. La divisió del coronel Gómez de la Serna aconsegueix avançar fins a Sarrià i Gràcia, deixant la posició de Sant Pere Màrtir bloquejada. La divisió de Laguna conquesta Sant Andreu de Palomar i rebutja un intent de la brigada del general Goullus de recuperar-lo, i després del fracàs es retira al Fort Pius. La columna de Milans finalment travessa el migdia el Besòs per Sant Adrià en suport de Laguna.
Duhesme, amenaçat pels dos flancs, intenta aturar l'atac de la seva esquerra, per una banda, reforçant la divisió italiana amb el 93è batalló de línia francès i un esquadró de cuirassers, i per una altra ordenant l'atac a les tropes de Caldagués, fent que a primera hora de la tarda, els espanyols es retirin de Sants, tornant a les posicions inicials a l'altra riba del Llobregat, mentre que per la dreta, continuen ocupant Horta i Sant Andreu de Palomar.

## Conseqüències
El dia 22 de desembre, la Junta Superior de Catalunya abandona Vilafranca del Penedès per la imminent arribada de les tropes imperials, que han derrotat les restes de l'exèrcit espanyol a Molins de Rei el dia 21 i retrocedeix fins a Tortosa, on arriben el 29 de desembre. La resta de les forces del Cos d'Observació del Pirineu Oriental queden integrades en el 7è Cos de l'Exèrcit francès d'Espanya, sota les ordres del general Laurent Gouvion Saint-Cyr i el general Duhesme resta com a governador militar de Barcelona.
El març de 1809, els sometents intentaren bloquejar Barcelona de nou, però foren foragitats pel general Devaux a Molins de Rei, i les tropes franceses continuaren fins al Monestir de Montserrat, que prengueren, però foren perseguits pel sometent, destruint el destacament francès.